# Al Safliya
Al Safliya (ar. اَلْجَزِيرَة اَلسَّافِلِيَّة, Jazīrat as Sāfliya) je otok smješten uz obalu Dohe, glavnog grada Katara.
Otok se nalazi 5 km sjeverno od Ras Abu Abouda. Otok je popularno turističko odredište među lokalnim stanovništvom, a putovanje brodom iz Dohe traje otprilike 30 do 40 minuta.

## Opis
Otok Al Safliya dug je oko 3 km od istoka prema zapadu, vrlo je uzak i zakrivljen je sjevernom stranom luke Doha; niska je, pjeskovita i ima grozdove trave. Sjeverni greben strši oko 2 km jugoistočno od otoka; uglavnom je pijesak, a izvan ulaza ide prema sjeveroistoku i sjeveru nekoliko kilometara.

## Očuvanje okoliša
Godine 2015. Ministarstvo općine i okoliša pokrenulo je kampanju čišćenja otoka Al Safliya koja je uključivala uklanjanje otpada i plastičnih limenki koje su posjetitelji ostavili na otoku. Postavili su i 35 pergola.